# 楊廷璋 (宋朝)
楊廷璋（912年—971年），字溫玉，镇州真定人。後周太祖郭威的妻舅（郭威第二任妻子杨淑妃的弟弟）。有一姐妹嫁后唐重臣安重诲（是否为其正室不详），生子安崇勋。
家族世代微賤，楊氏獨居京城，周祖尚未出名時，有意聘娶，楊氏起初不從，後來告訴楊廷璋。楊廷璋去見周祖，回家告訴其姊說：「這個人的姿態儀貌異於常人，不可拒絕。」，楊氏於是依循。
郭威即位後，追冊楊廷璋之姊為淑妃，楊廷璋歷官皇城使、昭義兵馬都監、澶州巡檢使。周世宗立，拜左驍衞大將軍，充宣徽北院使。周恭帝即位，加檢校太傅。宋初，加檢校太尉。乾德四年（966年），移鎮鄜州。開寶二年（969年），召為右千牛衞上將軍。開寶四年（971年），卒，享年六十。

## 延伸阅读
[在维基数据编辑]
 《宋史/卷255》，出自脱脱《宋史》